# Grades de l'Armée allemande
Cet article donne les grades en vigueur dans les Forces armées allemandes (Bundeswehr).

## Armée de terre(Allemand:Heer)

### Officiers de l'Armée de terre allemande
| Code OTAN            | OF-10            | OF-9    | OF-8            | OF-7         | OF-6           | OF-5   | OF-4           | OF-3  | OF-2                       | OF-1         | OF-1     | OF(D)                                  | Élève-officier                                                                               |
| -------------------- | ---------------- | ------- | --------------- | ------------ | -------------- | ------ | -------------- | ----- | -------------------------- | ------------ | -------- | -------------------------------------- | -------------------------------------------------------------------------------------------- |
| Allemagne (modifier) | pas d'équivalent |         |                 |              |                |        |                |       |                            |              |          | \| \| \| \|                            | Grade des hommes de rang mais avec un bouton argent et cordon indiquant la carrière du cadet |
| Allemagne (modifier) | pas d'équivalent | General | Generalleutnant | Generalmajor | Brigadegeneral | Oberst | Oberstleutnant | Major | Stabshauptmann / Hauptmann | Oberleutnant | Leutnant | Oberfähnrich / Fähnrich / Fahnenjunker | Grade des hommes de rang mais avec un bouton argent et cordon indiquant la carrière du cadet |
|                      |                  |         |                 |              |                |        |                |       |                            |              |          |                                        |                                                                                              |

### Sous-officiers et hommes du rang de l'Armée de terre allemande
| Code OTAN            | OR-9               | OR-9               | OR-9               | OR-9               | OR-9               | OR-9           | OR-8           | OR-8           | OR-7           | OR-7          | OR-6          | OR-6          | OR-6      | OR-6      | OR-6      | OR-6               | OR-5               | OR-5               | OR-5          | OR-5          | OR-5          | OR-5               | OR-4           | OR-4           | OR-3          | OR-3      | OR-2      | OR-2      | OR-2      | OR-2      | OR-2      | OR-2   | OR-1 | OR-1 |
| -------------------- | ------------------ | ------------------ | ------------------ | ------------------ | ------------------ | -------------- | -------------- | -------------- | -------------- | ------------- | ------------- | ------------- | --------- | --------- | --------- | ------------------ | ------------------ | ------------------ | ------------- | ------------- | ------------- | ------------------ | -------------- | -------------- | ------------- | --------- | --------- | --------- | --------- | --------- | --------- | ------ | ---- | ---- |
| Allemagne (modifier) |                    |                    |                    |                    |                    |                |                |                |                |               |               |               |           |           |           |                    |                    |                    |               |               |               |                    |                |                |               |           |           |           |           |           |           |        |      |      |
|                      |                    |                    |                    |                    |                    |                |                |                |                |               |               |               |           |           |           |                    |                    |                    |               |               |               |                    |                |                |               |           |           |           |           |           |           |        |      |      |
| Oberstabsfeldwebel   | Oberstabsfeldwebel | Oberstabsfeldwebel | Oberstabsfeldwebel | Oberstabsfeldwebel | Oberstabsfeldwebel | Stabsfeldwebel | Stabsfeldwebel | Hauptfeldwebel | Hauptfeldwebel | Oberfeldwebel | Oberfeldwebel | Oberfeldwebel | Feldwebel | Feldwebel | Feldwebel | Stabsunteroffizier | Stabsunteroffizier | Stabsunteroffizier | Unteroffizier | Unteroffizier | Unteroffizier | Oberstabsgefreiter | Stabsgefreiter | Hauptgefreiter | Obergefreiter | Gefreiter | Gefreiter | Gefreiter | Gefreiter | Gefreiter | Gefreiter | Soldat |      |      |

## Marine(Allemand:Deutsche Marine)

### Officiers de la Marine allemande
| Stabskapitän- leutnant | Kapitän- leutnant |

| Oberfähnrich zur See | Fähnrich zur See | Seekadett |

### Officiers mariniers et marins  de la Marine allemande
| Code OTAN            | OR-9               | OR-9               | OR-9               | OR-9               | OR-9               | OR-9           | OR-8           | OR-8           | OR-7           | OR-7          | OR-6          | OR-6          | OR-6      | OR-6      | OR-6      | OR-6     | OR-5     | OR-5 | OR-5               | OR-4           | OR-4           | OR-3          | OR-3      | OR-2      | OR-2    | OR-1    | OR-1    | OR-1 |
| -------------------- | ------------------ | ------------------ | ------------------ | ------------------ | ------------------ | -------------- | -------------- | -------------- | -------------- | ------------- | ------------- | ------------- | --------- | --------- | --------- | -------- | -------- | ---- | ------------------ | -------------- | -------------- | ------------- | --------- | --------- | ------- | ------- | ------- | ---- |
| Allemagne (modifier) |                    |                    |                    |                    |                    |                |                |                |                |               |               |               |           |           |           |          |          |      |                    |                |                |               |           |           |         |         |         |      |
|                      |                    |                    |                    |                    |                    |                |                |                |                |               |               |               |           |           |           |          |          |      |                    |                |                |               |           |           |         |         |         |      |
| Oberstabsbootsmann   | Oberstabsbootsmann | Oberstabsbootsmann | Oberstabsbootsmann | Oberstabsbootsmann | Oberstabsbootsmann | Stabsbootsmann | Stabsbootsmann | Hauptbootsmann | Hauptbootsmann | Oberbootsmann | Oberbootsmann | Oberbootsmann | Bootsmann | Bootsmann | Bootsmann | Obermaat | Obermaat | Maat | Oberstabsgefreiter | Stabsgefreiter | Hauptgefreiter | Obergefreiter | Gefreiter | Gefreiter | Matrose | Matrose | Matrose |      |

## Armée de l'air(Allemand:Luftwaffe)

### Officiers de l'Armée de l'air allemande
|  |  |

|  |  |  |

| Stabshauptmann / Hauptmann |

| Oberfähnrich | Fähnrich | Fahnenjunker |

### Sous-officiers et hommes du rang de l'Armée de l'air allemande
| Code OTAN            | OR-9               | OR-9               | OR-9               | OR-9               | OR-9               | OR-9           | OR-8           | OR-8           | OR-7           | OR-7          | OR-6          | OR-6          | OR-6      | OR-6      | OR-6      | OR-6               | OR-5               | OR-5               | OR-5          | OR-5          | OR-5          | OR-5               | OR-4           | OR-4           | OR-3          | OR-3      | OR-2      | OR-2      | OR-2      | OR-2      | OR-2      | OR-2    | OR-1 |
| -------------------- | ------------------ | ------------------ | ------------------ | ------------------ | ------------------ | -------------- | -------------- | -------------- | -------------- | ------------- | ------------- | ------------- | --------- | --------- | --------- | ------------------ | ------------------ | ------------------ | ------------- | ------------- | ------------- | ------------------ | -------------- | -------------- | ------------- | --------- | --------- | --------- | --------- | --------- | --------- | ------- | ---- |
| Allemagne (modifier) |                    |                    |                    |                    |                    |                |                |                |                |               |               |               |           |           |           |                    |                    |                    |               |               |               |                    |                |                |               |           |           |           |           |           |           |         |      |
| Oberstabsfeldwebel   | Oberstabsfeldwebel | Oberstabsfeldwebel | Oberstabsfeldwebel | Oberstabsfeldwebel | Oberstabsfeldwebel | Stabsfeldwebel | Stabsfeldwebel | Hauptfeldwebel | Hauptfeldwebel | Oberfeldwebel | Oberfeldwebel | Oberfeldwebel | Feldwebel | Feldwebel | Feldwebel | Stabsunteroffizier | Stabsunteroffizier | Stabsunteroffizier | Unteroffizier | Unteroffizier | Unteroffizier | Oberstabsgefreiter | Stabsgefreiter | Hauptgefreiter | Obergefreiter | Gefreiter | Gefreiter | Gefreiter | Gefreiter | Gefreiter | Gefreiter | Flieger |      |